# Kaufman & Broad
Pour les articles homonymes, voir Kaufman et Broad.
Kaufman & Broad est une entreprise de construction et de développement immobilier français. Kaufman & Broad conçoit, développe, construit et commercialise des appartements, des maisons individuelles en village, des résidences gérées, des commerces, des locaux d'activité et des immeubles de bureau. L'entreprise a construit environ 70 000 appartements et maisons individuelles en village et plus de 480 000 m2 de bureaux pour le compte de tiers. La société a été la première de son secteur à s'introduire au Premier marché de la Bourse de Paris en 2000. Aujourd'hui, Kaufman & Broad est implanté dans plusieurs villes de France. Kaufman & Broad figure parmi les leaders du secteur.

## Historique
En 1957 est créé KB Home (sous le nom Kaufman and Broad, Inc) à Détroit et entre en bourse en 1961. Harold Gootrad, directeur des opérations internationales implante la société en Belgique puis en France, en 1968. En 1970, il livre la première maison en région parisienne et en 1985 acquiert Bati Service, pour créer la division Appartements et Bureaux, spécialisée dans les maisons individuelles en village destinées aux premiers acheteurs. En 1997, Kaufman & Broad rachète les principaux actifs de SMCI qui réalise des appartements dans les grandes villes françaises (Paris, Marseille, Lyon, Besançon (SMCI est créé en Franche-Comté en 1936), Strasbourg et Rouen). En 1999, elle acquiert Park, spécialisée dans la réalisation de programmes d'appartements en Île-de-France. En 2000, Kaufman & Broad acquiert Franck Arthur, Séfima, First Promotion et Sopra Promotion puis entre en bourse (SRD - Indice MidCac) tandis que quatre acquisitions viennent renforcer sa taille et sa couverture géographique :
- - en Île-de-France, Frank Arthur en janvier et Séfima en août ;
  - à Lille, First Promotion en juillet ;
  - à Toulouse, Sopra Promotion en novembre.

En 2001, KB acquiert le principal développeur-constructeur de la région de Grenoble, la société Résidences Bernard Teillaud puis Euro Immobilier, en octobre 2003, Foncier Investissement, en 2004, Avantis et Lotibat en 2005, à Toulouse et renforce sa présence dans le Sud-Ouest. En 2007, PAI partners devient actionnaire majoritaire de Kaufman & Broad et passe de 33,34 % au sein du groupe Seniors Santé, à 50,28 % du capital de Kaufman & Broad SA. À la suite de l'OPAS clôturée le 31 août 2007, PAI Partners détient désormais 79,46 % du capital de Kaufman & Broad SA. En 2010, Kaufman & Broad et Elithis signent un partenariat et créent Revivalis. Dans le cadre de son développement en régions, Kaufman & Broad annonce le rachat de la société SM2i, société de promotion basée en Bretagne. Elle acquiert Flandres Promotion, en 2013, CONCERTO (spécialiste de l'immobilier logistique) en 2014, SMP et SAFAUR en 2015 et Urbismart ; Seri Ouest, en 2016.

## Actionnaires
Liste des principaux actionnaires au 28 janvier 2022 :
| Actionnaire                                    | %      |
| ---------------------------------------------- | ------ |
| Promogim Groupe                                | 18,0 % |
| Artimus Participations                         | 10,7 % |
| Predica                                        | 8,14 % |
| Henderson Global Investors                     | 5,07 % |
| CDC Croissance                                 | 5,02 % |
| Wellington Management                          | 4,94 % |
| Actionnariat salarié de Kaufman & Broad        | 4,75 % |
| Invesco Advisers                               | 4,09 % |
| Kaufman & Broad (Autocontrôle boursier)        | 3,29 % |
| Edmond de Rothschild Asset Management (France) | 1,58 % |

## En France
Le groupe s'implante en France en 1968. Les premiers programmes emblématiques de la marque sont des maisons en village à Saint-Rémy-Lès-Chevreuse et à Saint-Nom-La-Bretèche. Le groupe se consolide notamment en acquérant d'autres groupes immobiliers français. Depuis 2000 Kaufman et Broad est coté à la Bourse de Paris. Selon ses déclarations, le groupe a construit depuis près de 40 ans, près de 70 000 appartements et maisons individuelles en village et plus de 480 000 m2 de bureaux pour le compte de tiers. La société a été la première de son secteur à s'introduire au Premier Marché de la Bourse de Paris en 2000.
Nordine Hachemi est nommé président directeur général de Kaufman & Broad SA en janvier 2014. Fin 2021, quelques jours avant l'application de la nouvelle norme RE2020, Nordine Hachemi a fait savoir qu'il attendait du gouvernement qu'il favorise l'aménagement du territoire au lieu de multiplier des nouvelles normes de construction.

### Activités

#### Maisons individuelles en village
4,7 % du chiffre d'affaires 2013.
Le marché de la maison individuelle représente environ 9,2 % de la production annuelle de Kaufman & Broad, réparti entre le premier (54 %) et le deuxième acheteur (21 %). Le premier acheteur est typiquement un couple entre 25 et 35 ans, avec ou sans enfant, disposant d'un revenu entre 3 000 et 4 000 € par mois, et ayant recours au prêt à un Taux Zéro, au 1 % patronal et au Pass Foncier (en 2010). Le deuxième acheteur est typiquement un couple entre 35 et 60 ans, ayant un ou plusieurs enfants, disposant d'un revenu entre 4 000 et 8 000 € par mois et ayant vendu leur logement précédent.
Kaufman & Broad a livré 102 maisons individuelles en village (LEU) en 2012.

#### Appartements
89,6 % du chiffre d'affaires 2013.
À partir de 1985, Kaufman & Broad a choisi d'utiliser son expertise et son savoir-faire dans la réalisation d'immeubles d'appartements en Ile-de-France.
En Région, Kaufman & Broad opère à Grenoble, Lyon, Marseille, et Toulouse, où il figure parmi les cinq premiers acteurs du secteur et est présent également à Nice, Rouen, Montpellier, Nantes, Bordeaux et Bayonne, Annecy et Toulon.
Kaufman & Broad a livré 5 567 appartements (LEU) en 2012.

#### Immobilier d’entreprise
5 % du chiffre d'affaires 2013.
De 1986 à 1991, Kaufman & Broad a réalisé de nombreux programmes de bureaux et locaux d'activité. À partir de 1992, Kaufman & Broad arrête totalement cette activité. En 1998, le Groupe, sur la base de son expertise dans ce domaine, met en place une nouvelle équipe afin de réaliser des opérations d'immobilier d'entreprise, mais désormais exclusivement menées sans risque, pour le compte de tiers.

#### Les autres moteurs de croissance
Depuis quelques années, le groupe développe de plus en plus d'opérations de résidences de tourisme, d'affaires et d'étudiants, notamment dans l’Ouest et le Sud-Ouest de la France, mais également vers les résidences services senior.